# Acanalonia fasciata
Acanalonia fasciata är en insektsart som beskrevs av Metcalf 1923. Acanalonia fasciata ingår i släktet Acanalonia och familjen Acanaloniidae. Inga underarter finns listade i Catalogue of Life.